# إدوارد دوبنسكي
إدوارد دوبنسكي، من مواليد 19 ابريل 1935، وتوفي في 11 مايو 1969، لاعب كرة قدم سوفييتي سابق. لعب مع منتخب الاتحاد السوفييتي لكرة القدم وشارك في كأس العالم عام 1962.

## روابط خارجية
- إدوارد دوبنسكي على موقع الاتحاد الدولي (مؤرشف)  (الإنجليزية)
- إدوارد دوبنسكي على موقع قاعدة بيانات كرة القدم.إي يو (الإنجليزية)
- إدوارد دوبنسكي على موقع ناشيونال فوتبول تيمز (الإنجليزية)